# 2833 Radishchev
2833 Radishchev è un asteroide della fascia principale. Scoperto nel 1978, presenta un'orbita caratterizzata da un semiasse maggiore pari a 2,8763603 UA e da un'eccentricità di 0,0677707, inclinata di 1,33547° rispetto all'eclittica.